# Spetsöronblomfluga
Spetsöronblomfluga (Pelecocera tricincta) är en tvåvingeart som beskrevs av Johann Wilhelm Meigen 1822. Spetsöronblomfluga ingår i släktet öronblomflugor, och familjen blomflugor. Arten är reproducerande i Sverige. Inga underarter finns listade i Catalogue of Life.